# Kazunori Iio
Kazunori Iio (Iwate, 23 februari 1982) is een Japans voetballer.

## Carrière
Kazunori Iio speelde tussen 1999 en 2006 voor Tokyo Verdy, Kawasaki Frontale en Avispa Fukuoka. Hij tekende in 2007 bij Tokyo Verdy.